# ニュースタッフプロダクション
株式会社ニュースタッフプロダクション（NEW STAFF PRODUCTION）は、東京都渋谷区の芸能事務所。

## 概要
- 1995年1月に渋谷センター街で開場したお笑い専門ライブハウス「シアターD」の管理運営、若手お笑いタレントのマネジメントを手掛けるニュースタッフエージェンシーとして設立。
- 2006年5月15日ビルの取り壊しに伴いシアターDが公園通り沿いに移転。
- 2012年2月1日、マネジメント部門を新中野に新設した「ニュースタッフプロダクション」に移行。代表取締役は鎌倉圭、現在は渋谷区松濤に移転。シアターDは引き続き株式会社ニュースタッフエージェンシーが管轄。
- 2016年11月20日にシアターDが閉館。
- 事務所ライブは第1木曜日に行われる「ニュースタッフライブ」と、前半戦と後半戦で月に2回ある「ニュースタッフJr.ライブ」に分かれ、「ニュースタッフライブ」の下位2組と「ニュースタッフJr.ライブ」の上位2組が入れ替わるシステムだったが、2016年5月より、ライブタイトルがLIVE NSPとLIVE NSP jr.とリニューアルされ、開演時間もそれまでの19時開演から20時開演に変更、2組の昇降格システムは変わらず、jr.ライブは1回に変更された。2017年11月現在では、毎月第一水曜日にLIVE NSP jrライブ、第一木曜日にLIVE NSPが開催。開演時間は19:30からとなっている。

## 所属

### 芸人
- テキサス（元・弾丸ジャッキー）
- ダークホース山出
- 小石田純一
- ひよしなかよし（ねんねん、石塚利彦）
- ケビン
- みる香
- メカイノウエ
- こぐれ（りんだ、村田ひろや）
- おしんこきゅう（藤原勇貴、湯浅克典）
- 大豆のソコヂカラ（グイグイ堀、あそうちゃん、松井白子）
- さくらす岡田
- 伊藤じゅん（カンフーガール）
- 早川パパ（青春バニラ→どろんこボーイ→ザ・バーディーズ、現在はトゥインクル・コーポレーションの越田Youとともに「きみがすきだよ」としても活動）
- 築地の健吾
- ハングリーぺんぎん（ツヨシ、フクフク）
- さっちょ
- ねりまだいこん。（影山直柔、村野俊一）（業務提携）
- 清水たぁー

### 過去に所属していた芸人
- モジモジハンター
- 牛肉オレンヂ（牛肉、オレンヂ）
- フィットネス
- マッドドックス
- バンビライオン
- ザ・マルチ
- しげる
- 青春バニラ（ようだ峻矢）
- ヴィンテージ（太田プロダクションへ移籍）
- 瞬間メタル（タイタンへ移籍）
- 弾丸ジャッキー（オラキオ）（テキサスはピン芸人として在籍中）
- やめまいだー（吉原和弘、吉田敬太）
- ジンカーズ
- 鈴木策三
- ゴーバンブー（佐竹は吉本興業の養成所、東京NSC15期生として入学。ビスケッティというコンビでデビューし活動中）
- めいどのみやげ（サンミュージックへ移籍）
- ファーストキッス（もりやはピン芸人として在籍中）
- バジル公園（堀はペロペローズ。というコンビで在籍中）
- ジャングルボーボー（ぼびぃ小川、将悟）
- 鉄腕バンビーナ（のぶすけ、慶太）
- 魔族（マゾ田エム）
- 青天井（蔵持強志、荻原聡）
- ビッグタスク（ちはるちゃん、松元美憲）
- どろんこボーイ（栗焼力裕）
- なげやりランチ（黒田覚、伊藤光）（伊藤はいとーちゃんとしてワンツースマイルで在籍中）
- 森しゅんすけ
- サンミリ（原聖人、宮原悠也）(原はマニー原としてピン芸人で在籍中)
- 青空アバンティ（りるさ、ゆい）
- ジェットカンフル（1、2の大心、吉田一人）（吉田は太田プロダクションに移籍し、元ヴィンテージの大赤見とナナフシギを結成）
- がるるまん（わたるちゃん、鈴木準）（わたるちゃんはケイダッシュステージに移籍し、ビックスモールンに加入）
- ザ・バーディーズ（北口るねお（オフィスバード所属））
- おしゃべりポイズン(小川、てらだ)
- ダークホース（江原寅次郎）
- ワンモア（太田トラベル、後藤だいすけ）
- 太田トラベル（元グリーントラベル、元ワンモア）
- ぼびぼびお
- もりや
- 亀井公作
- 櫻河みぽりん
- セニョリータ健蔵
- アンテナッパ
- 3フランシスコ（海くん、チャールズ、林田竜次）
- ジャスミン（室伏基裕、ようだ峻矢）
- スマイルジャック（深沢招広、山本好一）
- 藤田かおる
- ぼっけもん（野村龍之介、伊藤大地）（あ・うんへ移籍）
- かげべんけい
- ポーション
- マリーゴールド
- ゴーギャン職人（横田隆宏、岩本浩幸）
- ジャックモンデシー
- シュガーソルト
- スパルタ教育
- マウンテンバレー（中野孝康、守石麻里奈）
- モンキーステージ
- ゆーとぴあ
- ゆみみ
- ラックチャック
- スッチー・アネーゴ
- ハッピーボックス
- アマレス太郎
- おざおざ
- 濱田がっく岳（ザゼンプロダクションへ移籍）
- コンコンパレード（がんちゃん、さとなかちさ）（さとなかちさはピン芸人「さとなかほがらか」として浅井企画へ移籍）
- クルスパッチ（西島和哉、矢田翔平）（矢田翔平はピン芸人となった後、コンビ「相性はいいよね」を結成）
- きたじーま
- 松戸ぴえろう
- TOMMY（業務提携）
- 石脇誠（わっきー）
- 見附メリーゴーランド（カンフーガール）
- ニコ（加納聡一、榊原顯）
- ぶっこきんぐ（宮川尚幸、渡部友貴）
- ボクラしっく（たかおぽん、太田王子）
- ワンツースマイル（さとけん、いとーちゃん）
- タートル99（永山さちよ、マニー原）
- サイコキネシズ（T、古川決定率）
- バーバラ（おーくら今に見てろ!、鬼頭佑果）
- こまつ
- ニッチロー（業務提携）
- 鳥谷尾だいき